# Albignagletscher

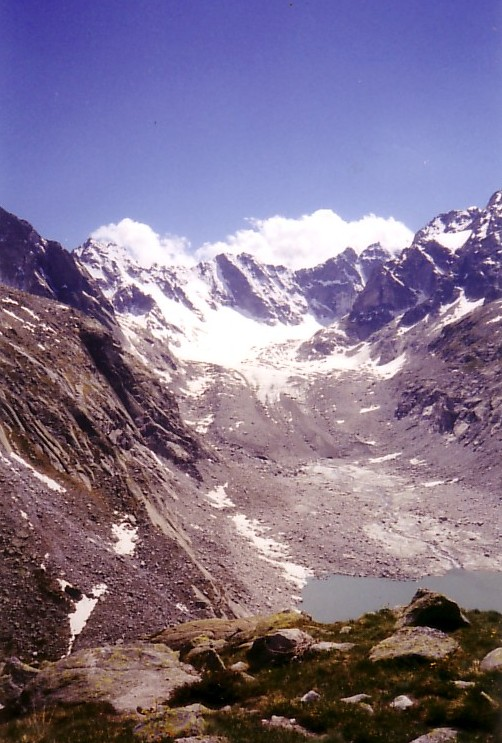
Der Albignagletscher mit der Cima della Bondasca im Hintergrund

Der Albignagletscher (rätoromanisch Vadrec da l'Albignaⓘ) ist ein Talgletscher im Bergell, im Süden des Kantons Graubünden, Schweiz. 

## Beschreibung
Er ist 3,5 km lang bei einer durchschnittlichen Breite von 700 bis 800 m und bedeckt mit den Seitenfirnen eine Fläche von ungefähr 3,5 km².
Seinen Ausgangspunkt nimmt der Albignagletscher auf rund 2800 m in einem Kar am Fuss von Sciora Dadent (3275 m ü. M.) und Cima della Bondasca (3289 m ü. M.), über welche die Grenze zwischen Italien und der Schweiz verläuft. Der Gletscher fliesst mit einer relativ geringen Neigung von etwa 15 % nach Norden und wird dabei im Westen von der Sciora Dafora (3169 m ü. M.), im Osten von der Cima di Castello (3379 m ü. M.) flankiert. Die Gletscherzunge liegt derzeit am hinteren Ende des Stausees Albigna auf einer Höhe von 2160 m. Abfluss des Stausees ist die Albigna, die bei Vicosoprano in die Mera mündet.
Während des Hochstadiums der Kleinen Eiszeit um die Mitte des 19. Jahrhunderts und noch bis Ende der 1960er Jahre reichten die Firnfelder am Westhang der Cima di Castello über die Felshänge bis zum Albignagletscher ins Tal hinunter. Heute hat sich die Gletscherzunge dieser Firnfelder auf fast 2600 m zurückgezogen.

Albignagletscher. Historisches Bild von Leo Wehrli (1921)